# 红光街道 (合肥市)
红光街道，是中华人民共和国安徽省合肥市瑶海区下辖的一个街道办事处。

## 行政区划
红光街道下辖以下地区：
枞阳路社区、钢北新村社区、土山南路社区和化南社区。